# Оркестар краљеве гарде
Оркестар краљеве гарде био је српски и касније југословенски војни оркестар. 
Његова активност је трајала до Другог светског рата.

## Историја
Формирао се 1904. године из Београдског војног оркестра, првог симфонијског оркестра у Београду основаног 1899. године. У почетку је имао само дувачке инструменте. Касније добија и гудачке инструменте, те развија значајну активност, под дириговањем Станислава Биничког, изводећи прве симфонијске концерте у Београду.
Премда је за време Првога светског рата, при преласку преко Албаније, оркестар изгубио музичку архиву и инструменте, обнавља се и даје, под управљањем Станислава Биничког, концерте на Крфу, у Солуну и околини, а потом и по Француској (1916. године). Програм је обухватао популарне композиције, одломке из опера, потпурије и фантазије. После Првог светског рата, и даље са Станиславом Биничким на челу, оркестар обилази ослобођене крајеве и приређује концерте.
Касније, под вођством Драгутина Покорног, оркестар је изводио симфонијску музику. Ти су концерти били на знатној уметничкој висини, а посебну им важност даје чињеница да је Оркестар краљеве гарде био тада једини симфонијски оркестар у Београду. Учествовао је, заједно са разним музичким друштвима, у извођењу опера и ораторија.

## Наступи
Са хором Станковић изводи и прва вокално инструментална дела. Нека од њих су:
- Седам речи Христових 1907. године
- Стварање света Јозефа Хајдна 1908. године
- Девету симфонију Лудвига ван Беетовена 1910. године
- Васкрсеније Стевана Христића 1912. године
- Концерте изводе у Скопљу 1906, Новом Саду 1907, Одеси 1911. (са хором Станковић).
- Учествују и у позоришту, у комадима с певањем и у операма.

## Руководиоци
| Фотографија | Име и презиме              | Почетак | Крај  |
| ----------- | -------------------------- | ------- | ----- |
|             | Станислав Бинички          | 1904.   | 1920. |
|             | Драгутин Франтишек Покорни | 1920.   | 1937. |